# Monte Caro
El Caro (Montcaro o Mont Caro en catalán), es una cima de 1441 metros de altura, perteneciente a la cordillera Prelitoral Catalana (en el extremo sur de la misma) en el noreste de la península ibérica. Situado más concretamente en el seno del parque natural dels Ports (dentro del término municipal de Roquetas), constituye el punto más alto de la provincia de Tarragona.
Con relación a la llanura, las precipitaciones suelen ser mucho más pronunciadas, y por debajo de los 600 metros el cultivo de olivos se encuentra diseminado por todas las faldas de la montaña. En las partes altas encontramos principalmente pinar de pino salgareño y pino rojo. 
En la cima hay diversas antenas de telecomunicaciones (televisión, telefonía móvil y radio donde emiten cadenas de TV y Radio nacionales como regionales). Hasta la cumbre y partiendo desde el municipio de Roquetas, llega una tortuosa pista asfaltada de 19 km (conocida como Camí de Caro).

## Emisoras
En la cima del Caro, hay un repetidor de radio y televisión que da cobertura a la zona del Bajo Ebro y Bajo Aragón. En ese repetidor, emiten emisoras de radio públicas. Reservándose así el repetidor de Coll Redó para emisoras privadas.

### Radio FM
- 88.4 Catalunya Ràdio
- 90.7 Ràdio 4
- 93.6 RNE 5
- 96.6 Radio Clásica
- 98.5 Catalunya Informació
- 99.6 RNE 3
- 102.5 Catalunya Música
- 104.3 RNE 1
- 104.9 iCat